# Sven Co-op
Sven Co-op ist eine Mod für Half-Life, die das Spiel um einen Koop-Modus erweitert. Es existieren zahlreiche Karten, die kooperativ bestritten werden können. Es handelt sich um die älteste noch weiterentwickelte Modifikation für Half-Life. Sie erschien als Standalone-Freeware-Titel auf Steam.

## Entwicklung
Erdacht wurde sie von Dan Fearon alias Sven Viking und Dave McDermott sowie einer großen Gemeinde, die Inhalte beisteuert. Mit offizieller Unterstützung von Valve erhielt das Team Zugriff auf den Quelltext der Grafik-Engine was weitere Anpassungen erlaubte. Am 22. Januar 2016 erschien es als eigenständiges Spiel auf der Online Distributionsplattform Steam. Enthalten ist die gesamte Einzelspieler-Kampagne von Half-Life sowie der Erweiterung Half-Life: Blue Shift und Half-Life: Opposing Force. Die Modifikation blieb dabei weiterhin kostenlos.

## Rezeption
In der von Valve organisierten Mod Expo 2002 wurde das Spiel hervorgehoben. ProSieben Games zählte es zu den besten Mods für Half-Life auch wenn die Grafik nicht mehr zeitgemäß sei. Mod DB zählte es zu Top 5 Mods, die man mit seinen Freunden spielen kann.

### Auszeichnungen
- Mod of the Year 2016 - Editors Choice - Community Award[15]
- Mod of the Year 2005: 5. Platz[16]
- Mod of the Year 2004: 2. Platz[17]
- Mods of 2003: Best Mods Overall[18]
- Mods of 2002 with Significant Enhancements[19]

## Nachfolger
Ein Nachfolger Sven Co-op 2 auf Basis der Source-Engine war angedacht. Die Entwicklung wurde jedoch abgebrochen.